# Condensazione (psicologia)
La condensazione è un meccanismo di difesa grazie al quale una rappresentazione (immagine o parola) incorpora e fonde in sé una molteplicità di immagini e di parole.
Freud introduce il concetto ne L'interpretazione dei sogni e lo riprende poi in opere come Il motto di spirito e Psicopatologia della vita quotidiana mettendo in luce come questo modo di funzionamento dello psichico a livello di processo primario consenta di limitare la libera migrazione di elementi rimossi verso la coscienza.